# Manix Mandiola
Javier Mandiola Alberdi (Éibar, Guipúzcoa, 9 de abril de 1958), más conocido como Manix Mandiola, es un entrenador de fútbol español.

## Trayectoria
Comienza su aventura en segunda división B en la temporada 2000-2001, dirigiendo al Eibar B al que llegó a ascender al filial a la Segunda B. Tras permanecer dos temporadas, su siguiente destino sería el Real Unión de Irún al que entrena durante las temporada 2004-2005 y 2005-2006 donde completa 54 partidos y le sirve para volver al cuadro armero en la temporada 2006-2007, esta vez dirigiendo el primer equipo de la SD Eibar, con quien consigue el campeonato de Liga y el ascenso a la Segunda División.
Al año siguiente, consiguió mantener al equipo en la categoría de plata.
El 23 de diciembre de 2008 es designado nuevo entrenador del Deportivo Alavés en sustitución de José María Salmerón. Pero poco después, el 9 de febrero de 2009, es destituido como entrenador del Deportivo Alavés debido a los malos resultados.
El 27 de abril de 2010 a falta de 2 jornadas para terminar la temporada 2009/2010 Manix Mandiola regresa a la SD Eibar con la que ya obtuvo el salto de categoría en 2007, sustituyendo a Ángel Viadero que era el entrenador hasta la fecha del club armero.
El 23 de diciembre de 2013 es designado nuevo entrenador del Club Deportivo Tudelano en sustitución de Juan Carlos Beltrán Agoiz. En las siguientes temporadas como entrenador del Tudelano logró estar 23 partidos invictos, ostentando su portero el récord de imbatibilidad durante más de 1.300 minutos. Con el Club Deportivo Tudelano, logró jugar la promoción de ascenso a la Segunda División al terminar la liga como tercer clasificado.
Durante la temporada 2016-2017 dirigiría al Burgos CF en la Segunda División B, pero a falta de 3 jornadas para el acabar la liga el técnico vasco sería destituido, tras encontrarse los blanquinegros a un punto de la zona de descenso directo a Tercera División.
En febrero de 2018 fichó por el Club Deportivo Atlético Baleares de la Segunda División B
En las siguientes temporadas con el Club Deportivo Atlético Baleares, lograría ser campeón de Grupo en la Segunda División B en las temporadas 2018-2019 y 2019-2020.
En agosto de 2020, tras no poder ascender con el Club Deportivo Atlético Baleares en dos temporadas en las que el equipo balear jugaría dos años consecutivos las eliminatorias finales de los play-off de ascenso a la Segunda División y quedar eliminados, se marcha del club.
El 28 de agosto de 2020 es nombrado nuevo entrenador del Club Deportivo Numancia tras su descenso a la Segunda División B, en sustitución de Luis Carrión. Un técnico que suma un total de 498 partidos que acreditan su experiencia, con ocho promociones de ascenso a segunda división disputadas y un ascenso. El 17 de enero de 2021 fue destituido de su cargo.
El 29 de marzo de 2022, se convierte en entrenador de la UE Olot de la Tercera División RFEF. El 22 de mayo de 2022, lograría el ascenso a la Segunda División RFEF, tras vencer al CD Tenerife B por un gol a cero en la final de los play-offs.
El 10 de noviembre de 2022, sería destituido debido al mal arranque de la UE Olot en la Segunda División RFEF.

## Clubes
| Club              | País   | Año       |
| ----------------- | ------ | --------- |
| SD Eibar B        | España | 2000-2003 |
| SD Beasáin        | España | 2003-2004 |
| Real Unión        | España | 2004-2006 |
| SD Eibar          | España | 2006-2008 |
| Deportivo Alavés  | España | 2008-2009 |
| SD Eibar          | España | 2010-2011 |
| CD Tudelano       | España | 2013-2016 |
| Burgos CF         | España | 2016-2017 |
| Atlético Baleares | España | 2018-2020 |
| CD Numancia       | España | 2020-2021 |
| Olot U.E.         | España | 2022      |